# Lud miłujący wolność
Lud miłujący wolność – ogólnoświatowa seria kongresów (dużych spotkań religijnych) o charakterze międzynarodowym, zorganizowanych przez Świadków Jehowy. Seria kongresów rozpoczęła się w czerwcu 1991 roku na półkuli północnej, a zakończyła się w styczniu 1992 roku na półkuli południowej. Hasło kongresu oparto na słowach Jezusa: „Poznacie prawdę, a prawda was wyzwoli” (Ewangelia Jana 8:31, 32 NW).

## Kongresy międzynarodowe

### Chorwacja
Pomimo rozpadu Jugosławii, ogłoszenia przez Chorwację niepodległości i związanej z tym napiętej sytuacji politycznej, Świadkowie Jehowy zorganizowali w Zagrzebiu kongres międzynarodowy. Nosił on w Zagrzebiu wyjątkowo nazwę „Lud miłujący wolność Bożą”. Odbył się on w dniach od 16 do 18 sierpnia na stadionie Dynama. Miejscowi Świadkowie Jehowy oraz Świadkowie z sąsiednich krajów przez dwa miesiące remontowali stadion. Ponieważ wszystkie inne imprezy w Zagrzebiu zostały odwołane, uwaga opinii publicznej skupiła się na kongresie. Port lotniczy w Zagrzebiu był zamknięty, dlatego delegaci ze słoweńskiego Portu lotniczego w Lublanie zostali przetransportowani autobusami do Zagrzebia. Londyński dziennik „The Times” napisał, iż „po raz pierwszy Świadkowie Jehowy zorganizowali swój kongres w państwie, w którym trwa wojna domowa”.
W kongresie uczestniczyło 14 684 delegatów z 15 krajów, wśród nich 7300 Świadków Jehowy z Chorwacji, Bośni i Hercegowiny, Czarnogóry, Macedonii, Słowenii, Serbii, 3000 z Włoch, Kanady, 600 ze Stanów Zjednoczonych oraz krajów Europy Zachodniej. Program został przedstawiony w języku serbsko-chorwackim, słoweńskim i włoskim.
Przemówienia wygłosili członkowie Ciała Kierowniczego Świadków Jehowy Carey W. Barber, William Lloyd Barry, Milton George Henschel, Theodore Jaracz i Lyman Alexander Swingle.
Po zakończeniu kongresu autokary odwożące delegatów z Serbii i Macedonii należały do ostatnich pojazdów przepuszczonych przez granicę chorwacko-serbską, która zaraz potem została zamknięta.

### Czecho-Słowacja

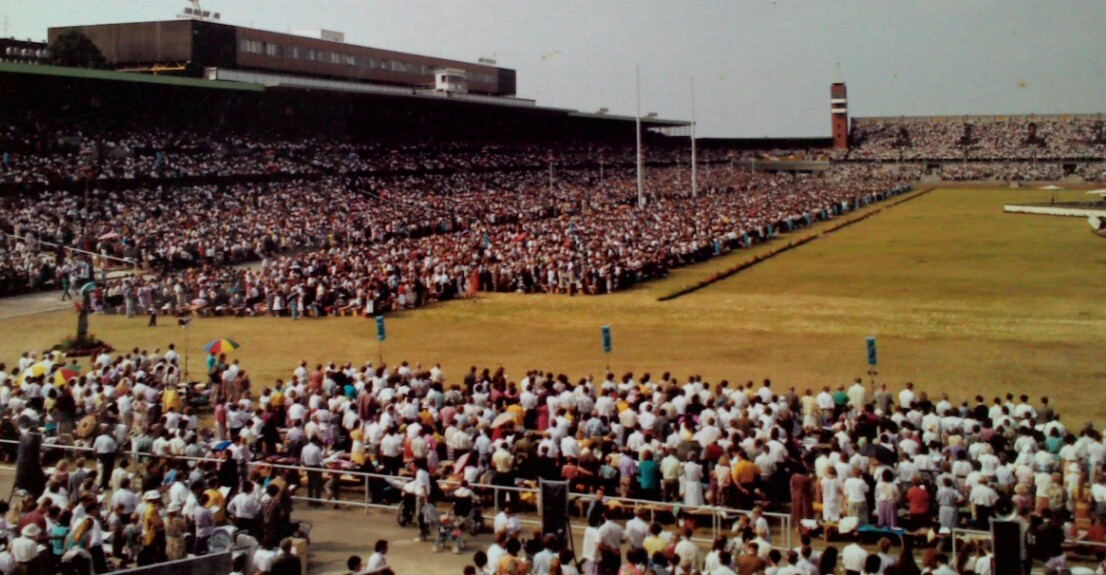
Kongres międzynarodowy „Lud miłujący wolność” w Pradze, 1991

W dniach od 9 do 11 sierpnia kongres zaplanowano w Pradze w Czecho-Słowacji. Był to pierwszy kongres międzynarodowy w tym kraju i to pomimo tego, że działalność Świadków Jehowy w tym kraju nie była jeszcze zalegalizowana. Delegaci zostali zakwaterowani w hotelach, w domach współwyznawców, ponad 12 500 w szkołach i w salach gimnastycznych, a przeszło 29 000 w domach akademickich i schroniskach młodzieżowych. W ciągu dwóch miesięcy 9500 ochotników przeznaczyło 58 000 godzin na dokładne posprzątanie stadionu Strahov, usprawnienie systemu kanalizacyjnego i jego pomalowanie, m.in. wykonano dodatkowe ławki o łącznej długości 18 km. W przygotowaniu kongresu pomagali również Świadkowie Jehowy z Niemiec.
W kongresie uczestniczyło 74 587 osób, w tym 29 119 z Czech i Słowacji, 26 716 z Niemiec, 12 895 z Polski. Pozostałych 5857 delegatów pochodziło z 36 innych krajów z Europy (w tym przeszło 900 z Włoch, 746 ze Szwecji, 570 z Holandii, 299 z Wielkiej Brytanii), Ameryki oraz 743 z Japonii. Ochrzczono 2337 osób, w tym 1760 z Czecho-Słowacji, 480 z Niemiec i 97 z Polski.
Program przedstawiono w języku czeskim, słowackim, niemieckim i polskim (tłumaczony na polski migowy). Ogłoszono wydanie i udostępniono obecnym jednotomowe Pismo Święte w Przekładzie Nowego Świata w językach czeskim oraz słowackim. W latach 1982–1986 przekład został wydrukowany i oprawiony – w warunkach konspiracyjnych – w pięciu tomach. W programie kongresu uczestniczyli członkowie Ciała Kierowniczego, Milton George Henschel, Theodore Jaracz i Albert D. Schroeder. Oficjalne zezwolenie na działalność religijną Świadków Jehowy w Czechach nastąpiło 1 września 1993 roku.

### Węgry
Również na Węgrzech po raz pierwszy zorganizowano kongres międzynarodowy. 27 czerwca 1989 roku uchylono zakaz działalności Świadków Jehowy na Węgrzech. Na Népstadionie w Budapeszcie w zgromadzeniu uczestniczyło 40 601 delegatów z 35 krajów, m.in. z Węgier, Austrii, Belgii, Finlandii, Francji, Grecji, Hiszpanii, Holandii, Japonii, Kanady, Niemiec, Norwegii, Polski, Stanów Zjednoczonych, Szwecji i Włoch. Program przedstawiono w języku węgierskim, polskim (tłumaczony na polski migowy) i niemieckim, a niektóre punkty programu w 10 innych – angielskim, fińskim, francuskim, greckim, hiszpańskim, holenderskim, japońskim, norweskim, szwedzkim i włoskim. Ciało Kierownicze reprezentowali John E. Barr, Milton George Henschel, Theodore Jaracz oraz Karl F. Klein. Po zakończeniu programu kongresu prezydent Węgier Árpád Göncz zaprosił do siebie Świadków Jehowy, z którymi za czasów rządów komunistów przebywał w więzieniu.

## Pozostałe kongresy
Oprócz serii kongresów międzynarodowych w około 150 krajach na całym świecie zorganizowano zgromadzenia okręgowe.
W wielu krajach, w których w poprzednich latach obowiązywał zakaz działalności, po uzyskaniu legalizacji Świadkowie Jehowy zorganizowali pierwsze oficjalne kongresy, m.in. w Etiopii, Mozambiku, Nikaragui, Rwandzie, Togo oraz w Związku Radzieckim. W szeregu krajów Ameryki Łacińskiej (m.in. w Brazylii i Meksyku), Afryki i Europy Wschodniej wszystkich obecnych na kongresach było 3–4 razy więcej niż głosicieli.

### Polska
W Polsce zorganizowano 12 kongresów:
- od 12 do 14 lipca:
  - Lublin (stadion RKS Motor),
  - Wałbrzych (stadion),
  - Gdańsk (stadion BKS Lechia),
- od 19 do 21 lipca:
  - Warszawa (Stadion Dziesięciolecia),
  - Wrocław (Stadion Olimpijski),
  - Toruń (Stadion KS Apator),
- od 2 do 4 sierpnia:
  - Chorzów (Stadion Śląski),
  - Łódź (stadion KS Start),
  - Szczecin (stadion MKS Pogoń),
  - Stalowa Wola (stadion Stali),
- od 16 do 18 sierpnia:
  - Kraków (stadion Korony),
  - Poznań (Stadion Olimpii)[1][22].

W kongresach uczestniczyły 131 554 osoby. Przeszło 22 000 delegatów z Polski uczestniczyło w kongresach w Budapeszcie, we Lwowie oraz w Pradze.

### Austria
Program kongresów w Austrii przedstawiono w języku niemieckim i austriackim migowym; odbyły się one w Wiedniu, Innsbrucku, Linzu (dwa zgromadzenia), Grazu i Villach.

### Brazylia
W Brazylii zorganizowano 98 kongresów, w których uczestniczyły 482 034 osoby, a ochrzczono 8991.

### Etiopia
Do szczególnych wydarzeń w historii działalności Świadków Jehowy w Etiopii zalicza się kongres, który odbył się w styczniu 1992 roku na stadionie miejskim w Addis Abebie. Był to pierwszy kongres po zniesieniu – 11 listopada 1991 roku – 34-letniego okresu zakazu ich działalności w Etiopii. W zgromadzeniu uczestniczyły 7573 osoby.

### Grecja
Działalność Świadków Jehowy w Bułgarii nie była jeszcze zalegalizowana prawnie i dlatego nie mogli tam zorganizować kongresu. Dwa dni przed rozpoczęciem zgromadzenia – w dniach od 12 do 14 sierpnia – w Salonikach w Grecji 324 Świadków Jehowy z Bułgarii otrzymało wizy na wyjazd na kongres w języku bułgarskim. Ochrzczono 39 osób. Obecni otrzymali wydaną w ich języku broszurę Duchy zmarłych – czy mogą pomagać albo szkodzić? Czy naprawdę istnieją? oraz książkę Mój zbiór opowieści biblijnych (wydana w języku angielskim w 1978 roku). Niespełna tydzień po zgromadzeniu, 17 lipca, Świadkowie Jehowy w Bułgarii zostali prawnie zarejestrowani.

### Meksyk
W Meksyku odbyło się kilkadziesiąt zgromadzeń, m.in. w stołecznej Arena México oraz w Monterrey, w którym uczestniczyło 25 000 osób.

### Mozambik
Pomimo wojny domowej trwającej w Mozambiku, po raz pierwszy w prowincji Inhambane zorganizowano zgromadzenie, które odbyło się w dniach od 2 do 4 stycznia 1992 roku w Maxixe. Uczestniczyły w nim 1024 osoby.

### Niemcy
W Niemczech zorganizowano 16 zgromadzeń. Kongresy odbyły się w Berlinie, Bochum, Duisburgu, Frankfurcie, Gelsenkirchen, Hanowerze, Hamburgu, Kaiserslautern, Kolonii, Mannheim (dwa zgromadzenia), Meckenheim, Möllbergen, Reutlingen, Saarbrücken, i Stuttgarcie. Program przedstawiono w języku niemieckim, angielskim, francuskim, greckim, hiszpańskim, portugalskim, tureckim, włoskim oraz niemieckim migowym.

### Rumunia
W Rumunii odbyło się 8 zgromadzeń, brało w nich udział 34 808 osób. Obecni otrzymali wydaną w języku rumuńskim książkę Wspaniały finał Objawienia bliski! (wydaną w języku angielskim w roku 1988).

### Rwanda
W styczniu 1992 roku kongres odbył się w Kigali. Pomimo że wielu Świadków Jehowy z północy kraju nie uzyskało pozwolenia na podróżowanie i działalność jeszcze nie była prawnie zalegalizowana, w kongresie uczestniczyło 2079 osób, a 75 zostało ochrzczonych.

### Stany Zjednoczone
W Stanach Zjednoczonych zorganizowano 144 kongresy w 61 miastach, a uczestniczyło w nich około 1,4 miliona osób.

### Szwajcaria
W Genewie kongres w języku francuskim, hiszpańskim, portugalskim i włoskim odbył się w dniach od 12 do 14 lipca. W języku włoskim kongres w Zurychu zorganizowano w dniach od 18 do 20 lipca, w języku niemieckim i migowym w dniach od 21 do 23 oraz od 26 do 28 lipca.

### Togo
W styczniu 1992 roku w Togo zorganizowano pierwsze kongresy po zniesieniu zakazu działalności Świadków Jehowy w Togo. Uczestniczyło w nim 25 467 osób, w tym 6443 głosicieli z Togo, a 556 osób zostało ochrzczonych, co stanowiło 8,6 procent ogółu głosicieli.

### Włochy
W kongresach zorganizowanych we Włoszech uczestniczyło 245 161 osób.

### ZSRR
Po raz pierwszy kongresy zostały zorganizowane na terenie ZSRR. W siedmiu zgromadzeniach wzięło udział 74 252 osoby, a 7820 zostało ochrzczonych.
- Estonia

W Tallinnie kongres odbył się w dniach do 13 do 14 lipca w miejskiej sali koncertowej Linnahall, w której program przedstawiono w języku rosyjskim oraz w języku estońskim w pobliskiej hali lodowiska Jäähall. Był to pierwszy kongres zorganizowany na terenie Estonii od roku 1940, po okresie 50-letniego zakazu działalności. W kongresie uczestniczyły delegacje z Estonii, Łotwy, Litwy, Białorusi, z północno-zachodnich rejonów Związku Radzieckiego oraz z Królewca. W kongresie uczestniczyło 4808 osób, a 447 ochrzczono. Delegaci z Litwy otrzymali dodatkowo wydaną w języku litewskim broszurę Oto wszystko nowe czynię! (edycja zrewidowana, wydana w języku angielskim w roku 1986).
- Kazachstan

W dniach do 7 do 8 września kongres odbył się na Stadionie Centralnym w Ałmaty, w którym uczestniczyły 6802 osoby, w tym delegaci z Rosji, Kazachstanu, Uzbekistanu, Kirgistanu, Tadżykistanu i Turkmenistanu. Ochrzczono 602 osoby.
- Ukraina

W kongresie, który odbył się 2 i 3 sierpnia na Stadionie Dynamo w Kijowie uczestniczyły 14 654 osoby, w tym przeszło 2000 osób z Moskwy i około 4500 z Kaukazu. Ochrzczono 1843 osoby.
3 i 4 sierpnia kongres zorganizowano we Lwowie; uczestniczyło w nim 17 531 osób, a 1316 przyjęło chrzest. W pracach przygotowawczych do tego kongresu uczestniczyli Świadkowie Jehowy z Polski.
Kolejny kongres na Ukrainie odbył się 24 i 25 sierpnia w Odessie. Liczba obecnych wyniosła 12 115 osób, a 1943 zostało ochrzczonych.
W Czerniowcach kongres odbył się w dniach od 31 sierpnia do 1 września, uczestniczyło w nim 14 137 osób, a 1126 zostało ochrzczonych.
- Rosja

20 i 21 lipca kongres zorganizowano na Stadionie Miejskim w Usolu Syberyjskim. W zgromadzeniu uczestniczyło 17 531 osób, 1316 zostało ochrzczonych.

## Niektóre punkty programu
Program kongresu kierował uwagę na „wolność udostępnianą przez Jehowę Boga – wolność od fałszywych nauk religijnych, wolność od strachu przed ludźmi, wolność od nałogów, grzesznych przyzwyczajeń i wielu innych rzeczy (List do Galatów 5:1)”. Kierował również uwagę, „że tylko pod rządami Królestwa Bożego nastąpi całkowite uwolnienie od ucisku politycznego i ekonomicznego i od cierpień mających źródło w uprzedzeniach rasowych i naukach religii fałszywej, wolność od grzechu i śmierci, a wszystkim zostanie przywrócone doskonałe zdrowie, by mogli żyć wiecznie w szczęściu na rajskiej ziemi”.
- Dramaty (przedstawienie kostiumowe):
  - Wyzwoleni do popierania prawdziwego wielbienia[42][43]
- Wykład publiczny:
  - Witajmy Boży, nowy świat – świat wolności!